# Cnemaspis amith
Cnemaspis amith là một loài thằn lằn trong họ Gekkonidae. Loài này được Manamendra-Arachchi, Batuwita & Pethiyagoda mô tả khoa học đầu tiên năm 2007.